# Drimia maritima

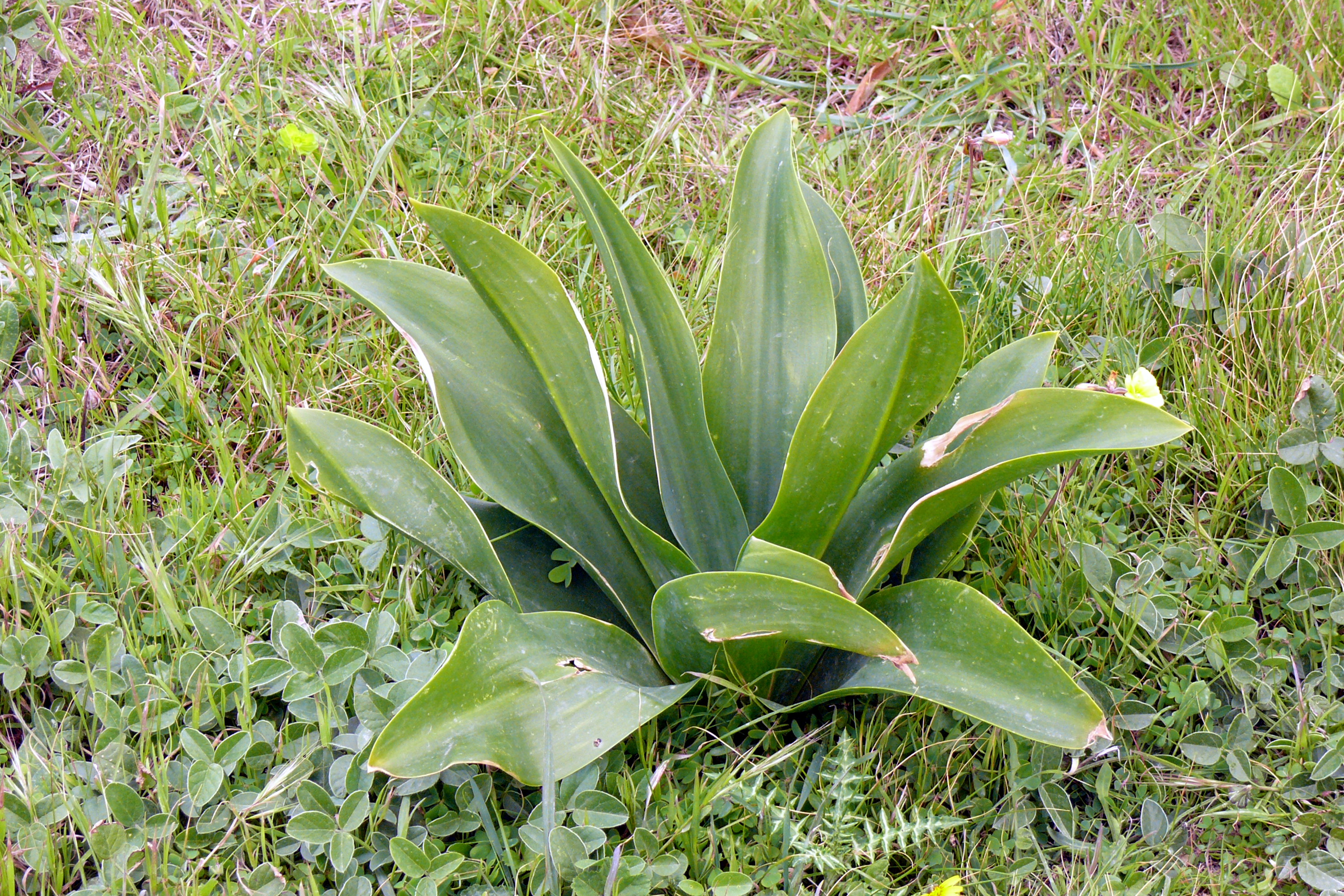
Hojas basales antes de la aparición del escapo.

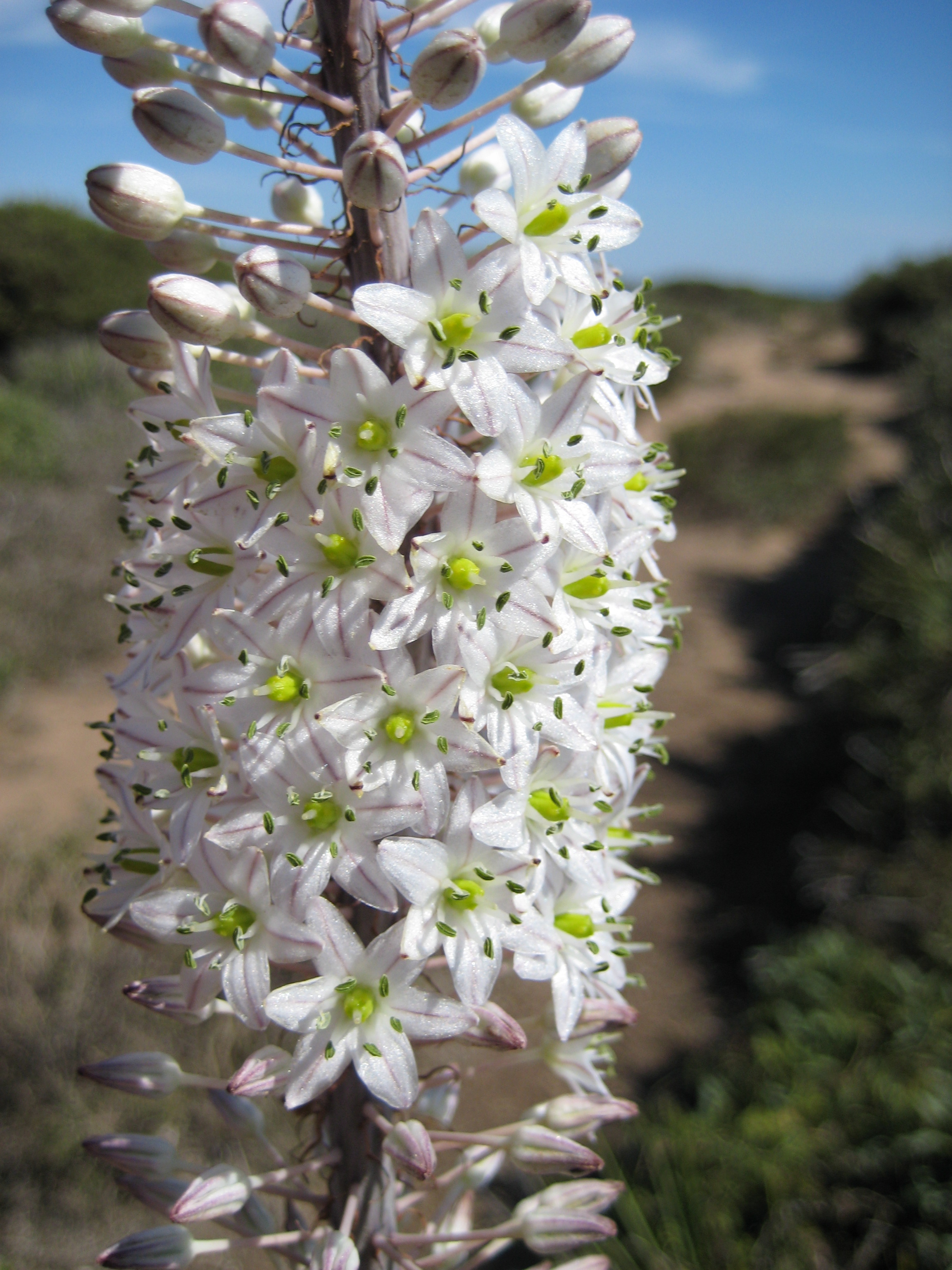
Parte florida de la inflorescencia.

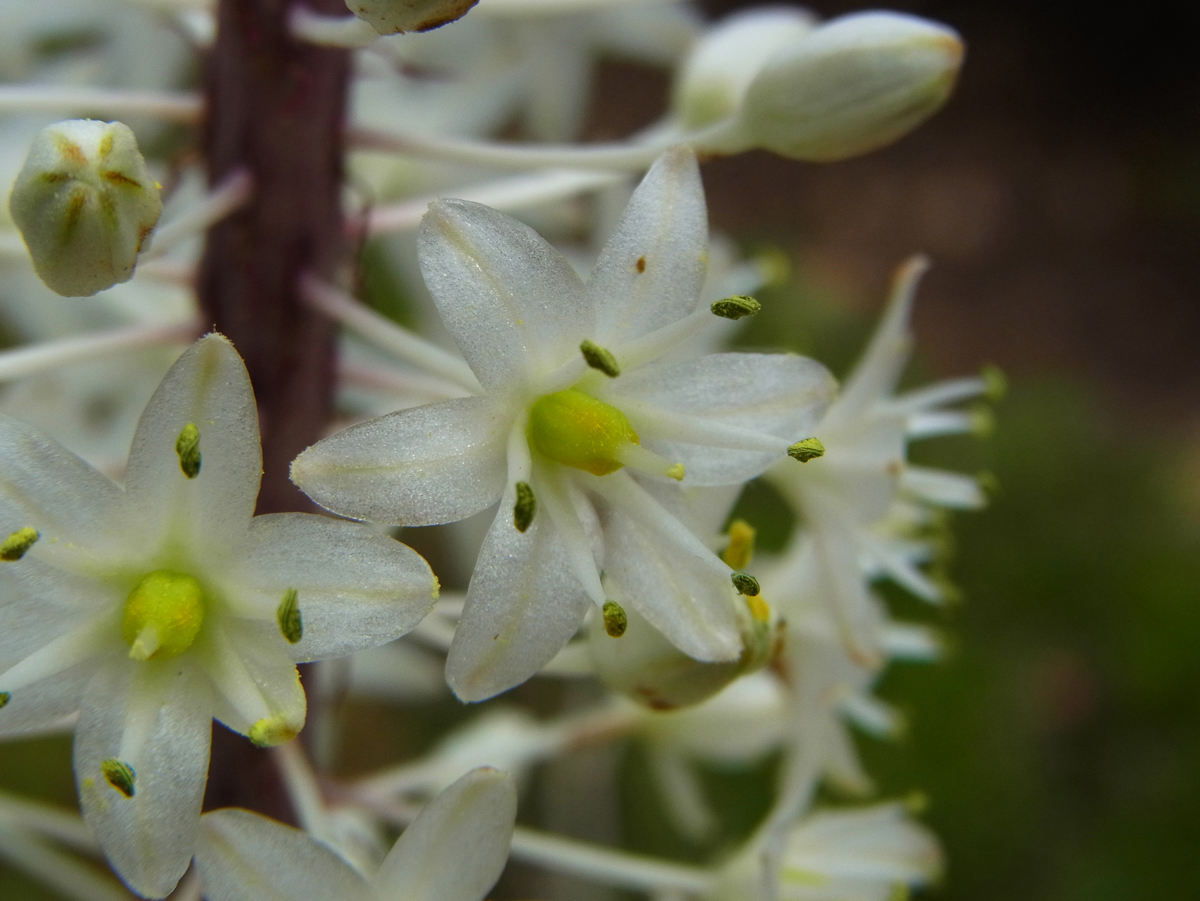
Flor, Detalle.

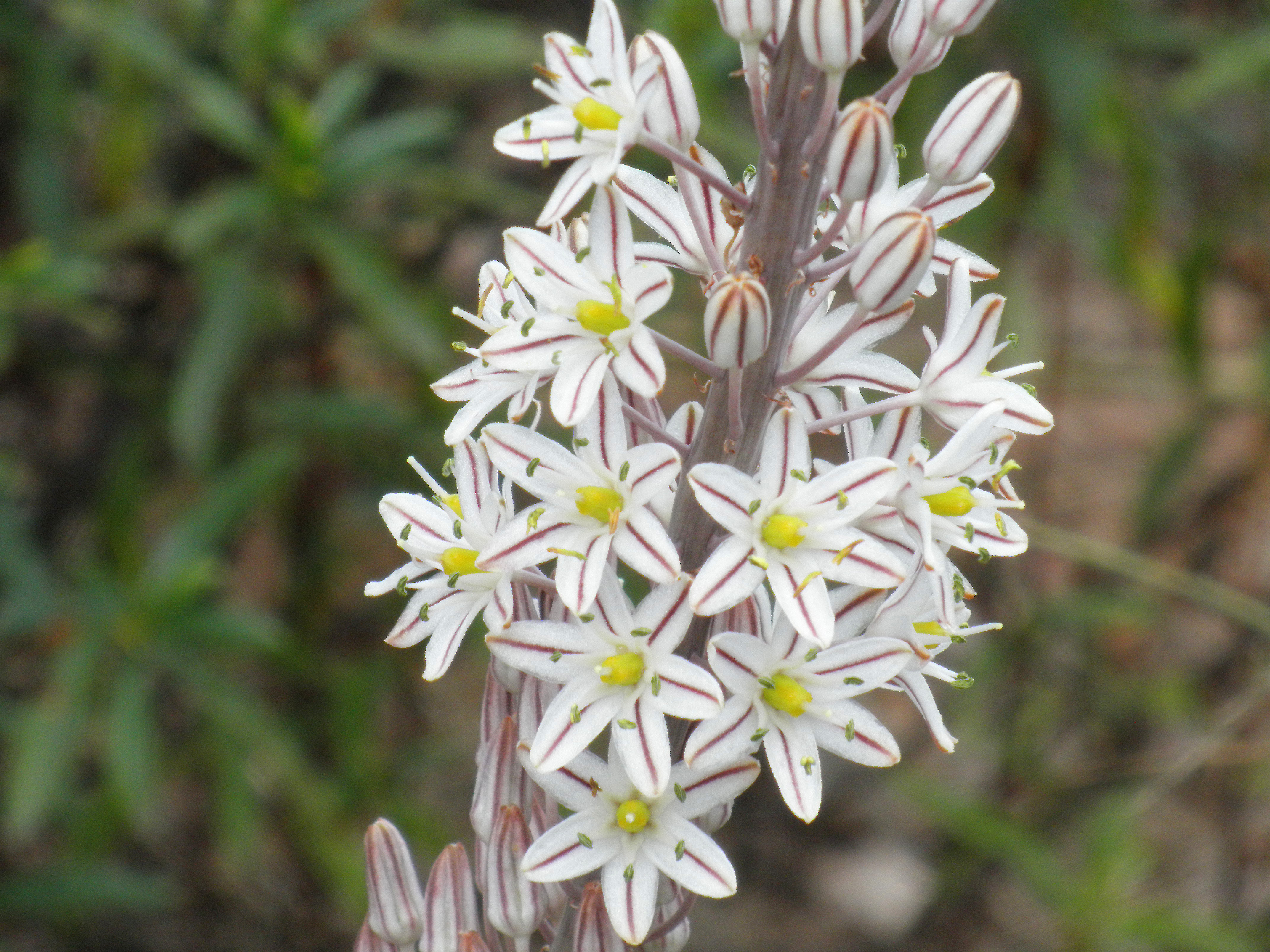
Flores

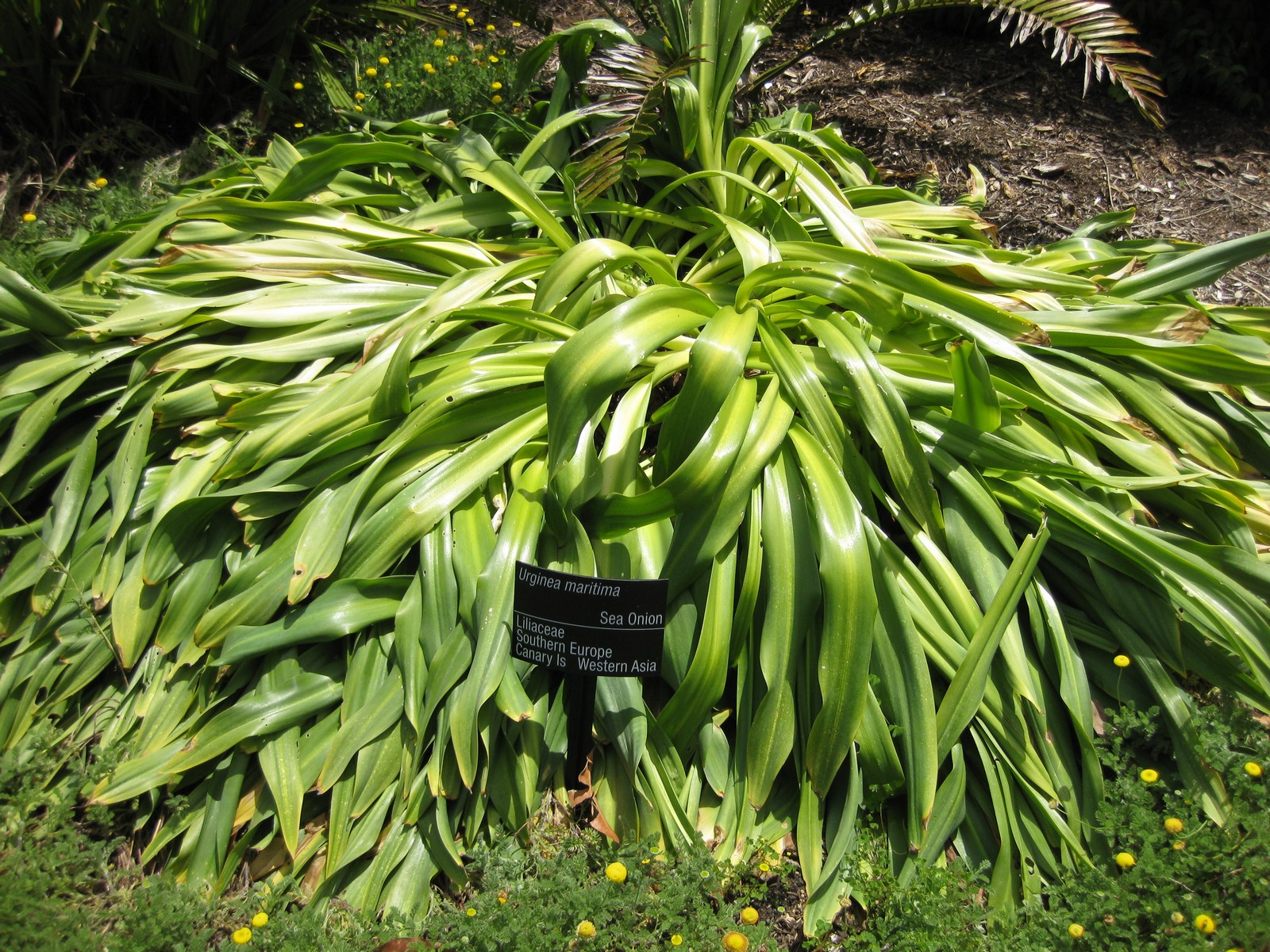
Vista de la planta

Drimia maritima, la cebolla albarrana o cebolla almorrana, entre muchos nombres comunes, es una planta bulbosa de la familia Asparagaceae.

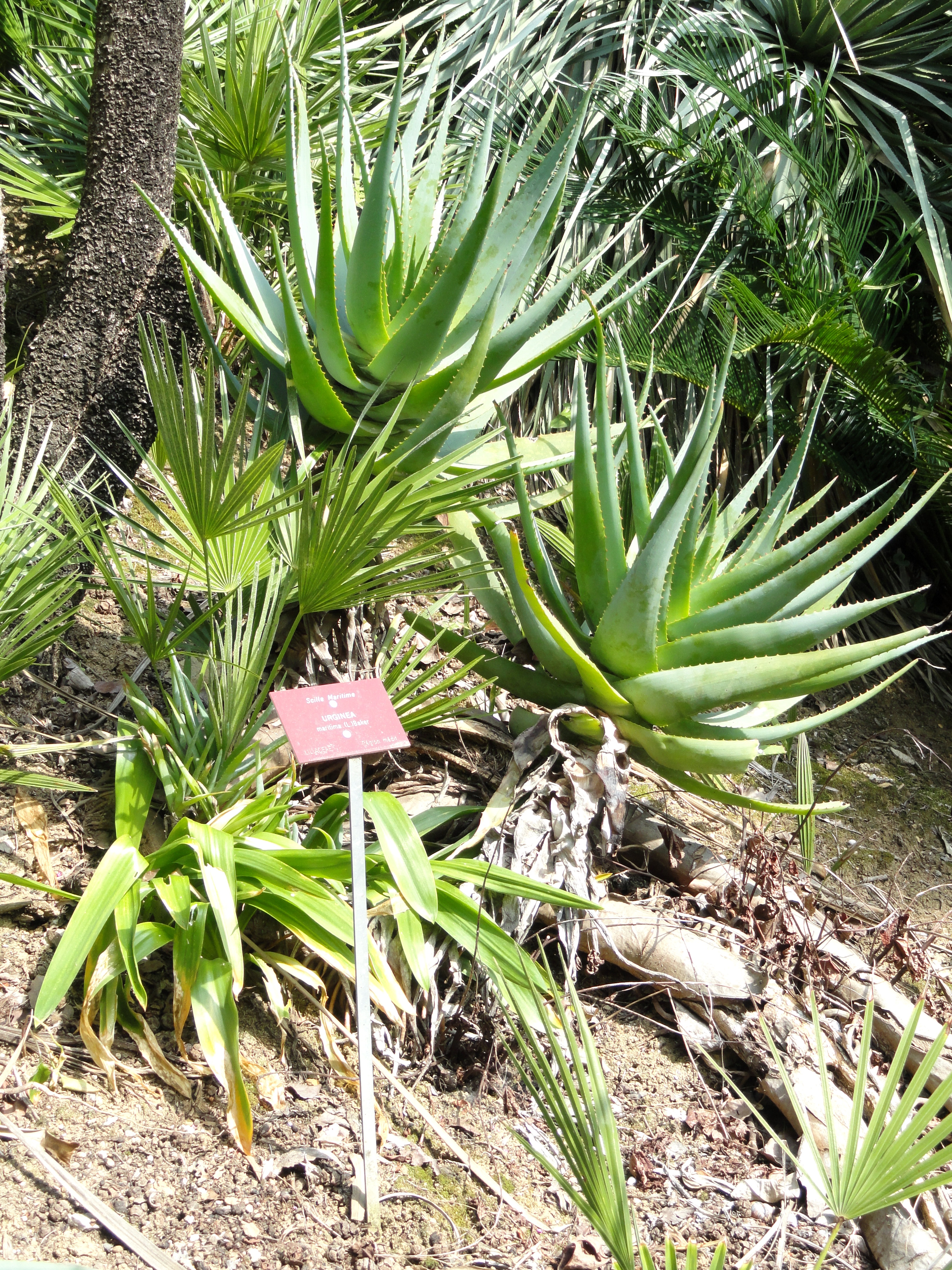
Vista de la planta

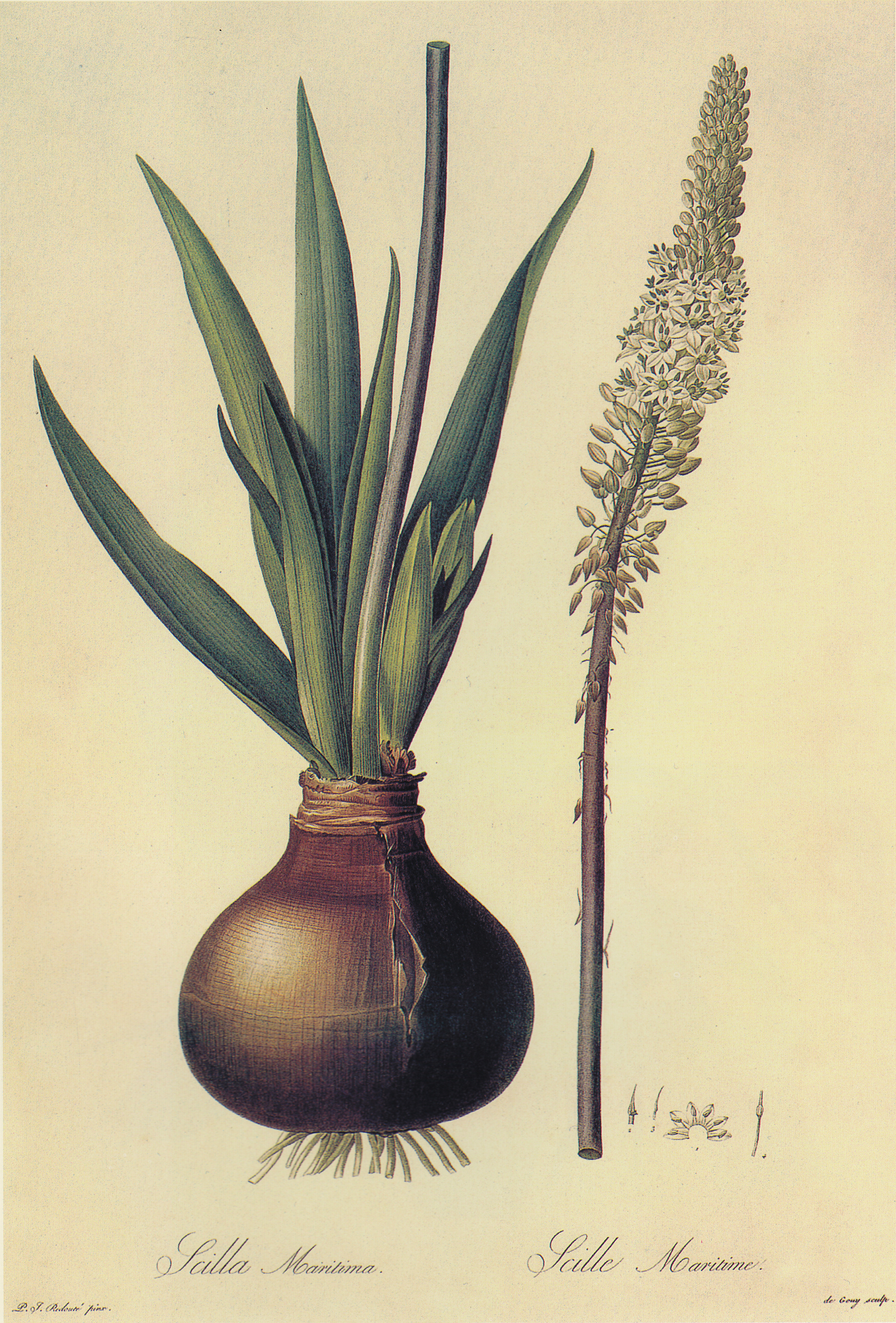
Ilustración

## Descripción

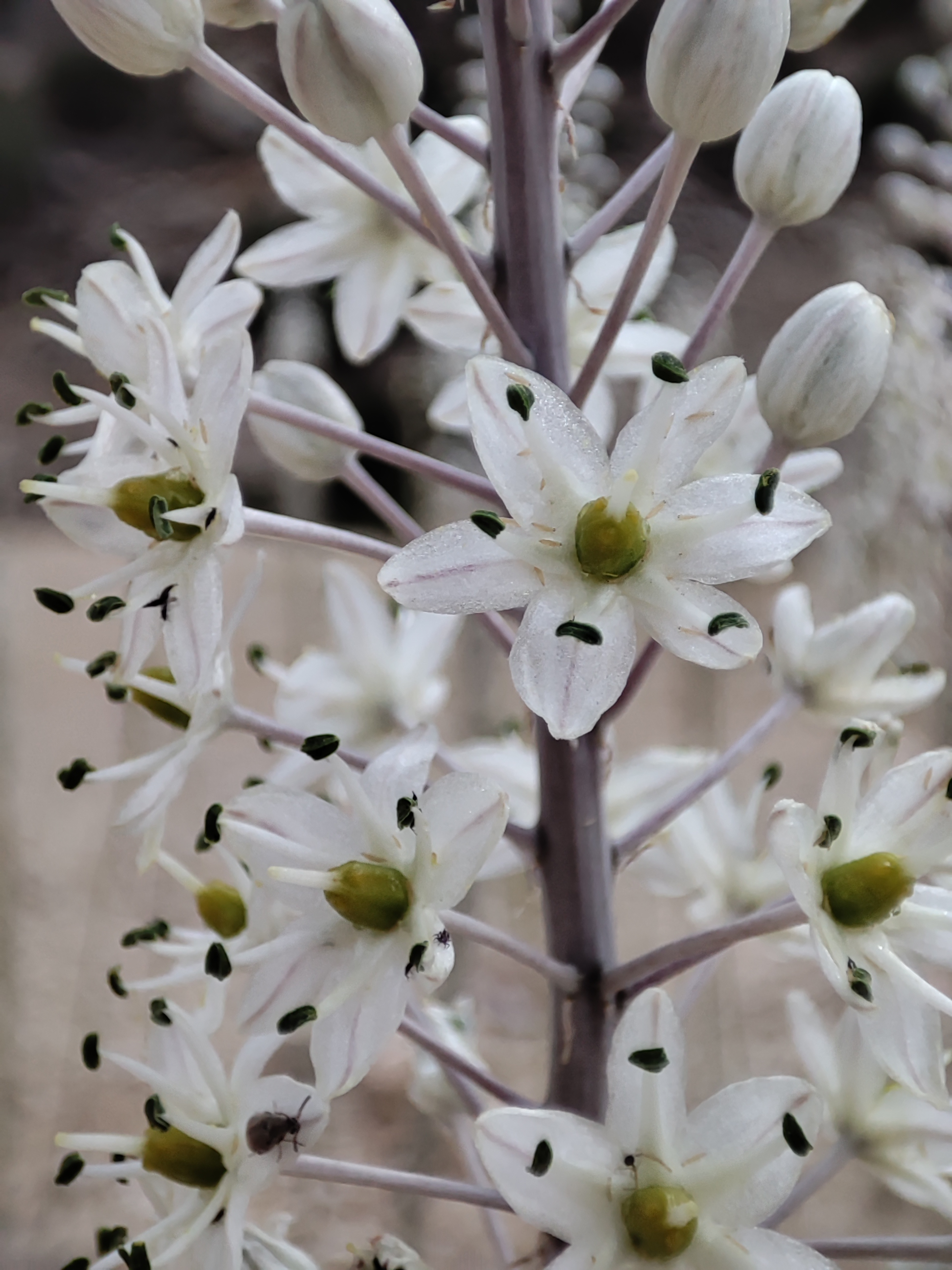
Drimia Maritima

Es una hierba perenne con bulbo de 3,5-18 cm de diámetro, a menudo algo sobresaliente del suelo, ovoide o subgloboso, con túnicas externas pardas, pardo-rojizas, pardo-grisáceas o pardo-negruzcas, a veces blanquecinas.

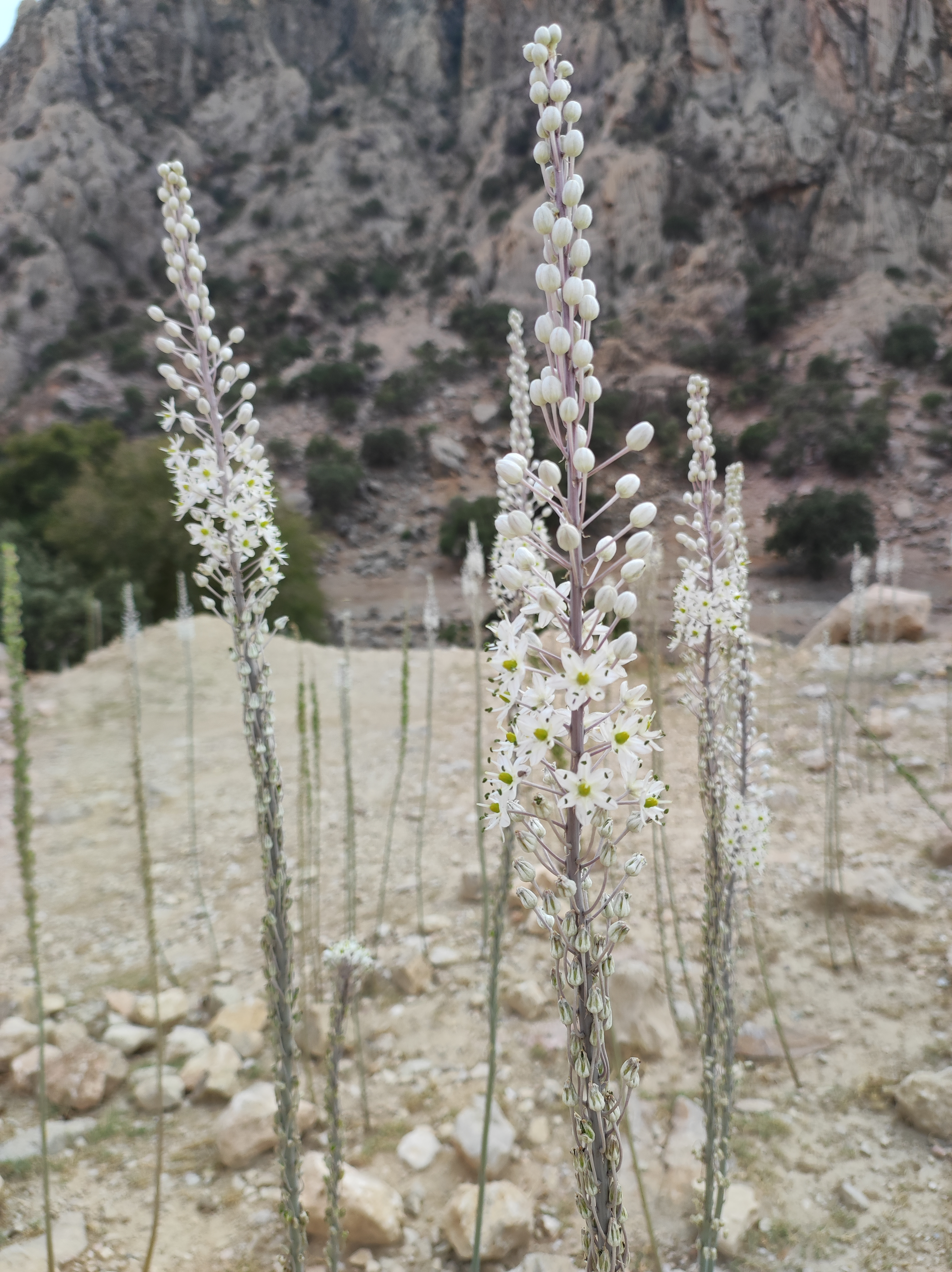
Drimia Maritima

El tallo, robusto y erecto, tiene 45-150 cm de alto y 3-15 mm de diámetro hacia la base. Las hojas, de 20-60 por 2-10 cm, aparecen en otoño después de la floración y se secan al llegar el verano; son erectas o erecto-patentes, lanceoladas, u oblongo-lanceoladas, agudas y más o menos acanaladas en el ápice, con sección muy estrechamente elíptica o casi linear, planas, con margen también plano y liso.
El racimo tiene unos 20-90 cm, con más de 40 flores y es más o menos denso; las brácteas, de 4-8 mm, son de linear-lanceoladas a estrechamente triangulares, a menudo con un espolón en la base o en el tercio inferior, blancuzcas, pardo-rojizas o verduzcas. Pedicelos de (8)12-27 mm y bractéolas de 0,5-3 mm, lineares, a veces sin ellas. Los tépalos de los flores miden 7-13 mm y son estrechamente ovales u oblongos, con el ápice hinchado y papiloso; son blancos o blanquecinos con nervio medio purpúreo o verde, erecto-patentes o casi patentes, poco o apenas recurvados y, una vez marchitos, se aproximan entre sí formando un ápice agudo. Los filamentos de los estambres tienen 4-5,5 mm y son estrechamente triangulares, algo ensanchados progresivamente hacia la base, blancos o blanquecinos; las anteras miden 1,2-4 mm y tienen color verde o verde parduzco. El estilo del gineceo mide 1,5-5 mm, no sobresale del perianto marchito y es tardíamente caedizo y con la  base persistente.
Los frutos son cápsulas elípticas, trígonas, obtusas o subagudas de 7-16 por 5-12 mm, con ápice neto milimétrico, y en general con 5-10 semillas por lóculo. Dichas semillas miden  4-8 por 3-4,5 mm y son anchamente ovales o de contorno irregular con algún extremo agudo y escotadas. Florece desde agosto hasta octubre.

## Distribución y hábitat
Región mediterránea y aledaños, desde Canarias y las costas atlánticas de  Portugal y Marruecos hasta el Sur de Irán. Nativa probablemente solo en España Marruecos, Francia, Portugal e Italia.
En la península ibérica, presente sobre todo en la mitad meridional, las costas mediterráneas y atlánticas, las Islas Canarias y las Baleares.
Crece en pastos, claros de bosque, matorrales, eriales, dehesas, arenales marítimos, zonas pedregosas y es indiferente a la naturaleza química del substrato.

## Historia
El uso medicinal de la cebolla albarrana lo demuestra su presencia en la Capitulare de villis vel curtis imperii, una orden emitida por Carlomagno que reclama a sus campesinos que cultiven una serie de hierbas y condimentos incluyendo la squillam, identificada actualmente como Drimia maritima.

## Composición química
Los principios activos principales son los heteróidos cardiotónicos del tipo bufadienólidos (4%), de los cuales destacan el glucoescilareno A y el escilareno A. Ambos tienen una genina llamado escilarigenina.

## Propiedades
La cebolla albarrana es una planta altamente venenosa, por lo que los ingredientes activos tienen que ser dosificado con precisión para su uso medical.
Toda la planta es tóxica por la scillirosida, pero sobre todo el bulbo.
La absorción por vía oral de cantidades entre 0,1 y 1,5 g puede provocar la muerte. Los posibles síntomas de intoxicación incluyen: disfunción cardíaca, disuria, hematuria y alteraciones del tracto digestivo. La muerte puede ser el resultado de una parálisis del corazón y la consiguiente parada circulatoria.
Las partículas inhaladas causan estornudos.
La aplicación del jugo en la piel puede provocar ampollas y dermatitis.
Ha sido utilizada como planta medicinal desde tiempos inmemoriales y su empleo para el tratamiento de edemas está mencionada en un papiro de 1554 a. C. del Imperio Medio de Egipto. Los compuestos bufadienólidos aislados de D. maritima se utilizan para la producción de sustancias para el tratamiento de afecciones cardíacas.
Fue usada como: 
- Tónico cardíaco semejante a la digital;
- Diurético y contra edemas y nefritis;
- Rodenticida; el polvo molido del bulbo se empleaba en ratas para matarlas. Se embarra en un pedazo de pan el polvo en líquido para ser colocado en el área frecuentada por los roedores. La acción rodenticida deriva de su acción emética. Se sabe que, a diferencia de los humanos y otros animales, las ratas no pueden vomitar y la acción de los principios activos de la cebolla albarrana les causa fibrilación ventricular.[5][6]
- Insecticida.

## Taxonomía
Drimia maritima fue descrito por (L.) Stearn  y publicado en Ann. Mus. Goulandris 4: 204 1978.
Etimología
Drimia: nombre genérico latinizado a partir del Griego δριμύς, -εία, "áspero", "agrio", "amargo", por el sabor agraz del bulbo ("ob radicis acerimoniam", en la diagnosis original del género de Jacquin.
maritima: epíteto latino que significa "cercano al mar".
- Nota: El epíteto del nombre vernacular más extendido, cebolla albarrana, proviene del Árabe barrania, borg albarrani, "torre" y "torre albarrana", torre exterior (extra muros) o sea fuera de casa, forastera, aludiendo probablemente al carácter erguido y/o solitario de la planta.

Sinonimia
- Urginea maritima subsp. insularis
- Urginea maritima subsp. littoralis
- Urginea maritima var. tadlaensis
- Ornithogalum squilla Ker Gawl.
- Ornithogalum maritimum (L.) Lam.
- Ornithogalum anthericoides (Poir.) Link ex Steud.
- Charybdis maritima (L.) Speta
- Urginea maritima var. stenophylla
- Urginea maritima var. sphaeroidea
- Urginea maritima var. anthericoides
- Urginea anthericoides var. secundiflora
- Scilla serotina Schousb.
- Urginea anthericoides (Poir.) Steinh.
- Urginea maritima (L.) Baker
- Scilla anthericoides Poir.
- Scilla rubra Garsault
- Scilla lanceolata Viv.
- Urginea littoralis (Jord. & Fourr.) Grey
- Urginea scilla Steinh.
- Stellaris scilla Moench
- Urginea sphaeroidea (Jord. & Fourr.) Grey
- Urginea insularis (Jord. & Fourr.) Grey
- Squilla maritima (L.) Steinh.
- Squilla littoralis Jord. & Fourr.
- Squilla insularis Jord. & Fourr.
- Squilla anthericoides (Poir.) Jord. & Fourr.
- Scilla maritima L.
- Squilla sphaeroidea Jord. & Fourr.[8]

## Nombres comunes
Castellano: albarrana (8), albroita, alhonsol, almorrana (2), almorrano, armorrana, biniño, bola, cebolla albarrama, cebolla albarrana (26), cebolla albarrana blanca, cebolla albarrana colorada, cebolla albarrana de Castilla, cebolla albarranera, cebolla almarrana, cebolla almorrana (15), cebolla almorranera (10), cebolla berrinche, cebolla chilre, cebolla chirla, cebolla chirle (2), cebolla churre, cebolla de grajo (7), cebolla de las almorranas, cebolla del campo, cebolla del diablo, cebolla marina, cebolla marrana, cebolla marranera (3), cebolla morrana, cebolla real de la sierra, cebolla silvestre, cebollana (2), cebollas almorraneras, cebolleta (2), cebolleta almorrana, cebolleta loca, cebolletas almorraneras, cebollina, ceborrancha (10), ceborrancho, ceborrincha (6), ceborrinche, ceporrincha, chirle, embuillo, escila (9), escila marítima, esquila (5), farolillos, flor de perro, gamonera, jabonera, liria, pancracio, tarabitán, varita de San José, yerba de sabañones. Entre paréntesis, la frecuencia del vocablo en España.